# Kouilou Niaouli
Le Kouilou Niaouli est une variété de café qui a contribué à l'essor de la caféiculture en Côte d'Ivoire, de la caféiculture à Madagascar et  de la caféiculture au Togo au XXe siècle. Il pousse au Gabon à l’état sauvage et a de plus contribué à l'élaboration du caféier Robusta (Coffea canephora), présent au XXIe siècle dans quatre tasses de café sur dix sur la planète.

## Histoire
Le café Kouilou, originaire du Gabon, sera implanté avec succès dès les années 1920 à Madagascar puis en Côte d'Ivoire. La version Kouilou-Niaouli a été mise au point pas les agronomes à l'époque de la colonisation française. Au Dahomey, le futur État du Bénin, des jardins d'essais agricoles avaient été créés au début du XXe siècle à Porto-Novo, Niaouli et Abomey pour acclimater des espèces « nouvelles », utiles au développement économique de l'agriculture. Le jardin botanique de Niaouli, est fondé en 1904 dans une forêt de la colonie du Dahomey. On y a introduit affinée en 1923 la variété « Niaouli », un café très proche sur le plan botanique du Kouilou. Il fait partie des cafés qui ont tendu à l'amélioration des variétés africaines avant le choix du robusta.